# Jimmy Jones Tchana
Jimmy Jones Tchana (Parijs, 14 augustus 1984) is een Frans betaald voetballer. Hij verruilde in 2009 Olympiakos Volos voor Kallithea FC. Eerder speelde hij voor achtereenvolgens US Créteil-Lusitanos (2003-'05), Kalamata FC (2005- '06), Debreceni VSC (2006-'07), FC Sopron (2007-'08) en Diósgyőri VTK (2008-'09).